# ロックン・ロール (ゲイリー・グリッターの曲)
「ロックン・ロール」（Rock and Roll）は、イギリスのグラム・ロック歌手ゲイリー・グリッターの楽曲。別名「ザ・ヘイ・ソング  (The Hey Song)」。1972年にシングルとアルバム『Glitter』によって発表された。
この曲は、グリッターと、マイク・リーンダー (Mike Leander) によって共作され、ふたつのパートから成り立っている。パート1には、グラム・ロックの伝統を反映したボーカル・トラックが入っているが、パート2はほとんどインストゥルメンタル作品になっている。いずれのパートも、イギリスでは人気となり、A面にパート1、B面にパート2を収めたシングルは、全英チャートで2位まで上昇した。コンサートにおいてグリッターは、ふたつのパートを繋げてひとつの曲として演奏するのが常であった。
アメリカ合衆国では、パート2のインストゥルメンタルの部分が関心を集め、Billboard Hot 100では7位まで上昇した。米国で発売されたモノラルの45回転盤は、アルバムLPに収録されたものとは異なったミックスになっており、米国で発売されたLPへの収録バージョオンが2分58秒しかないのに対し、3分10秒の長さになっていた。フランスでは、パート1の方が人気となり、チャートの首位に立った。イギリスでは、「ロックン・ロール」はグリッターが飛ばした20曲余りのヒット曲のひとつとなっている。
なお、日本国でもこのシングル、アルバムは発売されたがほかの国と比べヒットはしなかった。（共にオリコンチャート圏外）

## スポーツ行事における使用
この曲のパート2は、カナダやアメリカ合衆国では、様々なスポーツ行事の際に流されるようになっており、特に、地元チームが得点を上げたり、勝利した所でこの曲がかかることがよくある。スポーツ関係でこの曲を最初に使ったのは、アイスホッケーのカラマズー・ウィングス (Kalamazoo Wings)  で、1974年に、このチームの宣伝や営業の責任者だったケヴィン・オブライエン (Kevin O'Brien) が最初に、試合中にこの曲を使用した。オブライエンは、その後、1976年にNHLのコロラド・ロッキーズ (Colorado Rockies)のために働くことになった際、この曲も一緒にもって移動した。コロラド・ロッキーズが活動休止となった後も、バスケットボールのデンバー・ナゲッツや、アメリカン・フットボールのデンバー・ブロンコスがこの曲を取り上げ、それぞれNBAとNFLで最初にこの曲を試合中に使用したチームとなった。
「ザ・ヘイ・ソング」という通称は、パート2の中で、ただひとつはっきり聴こえる「ヘイ (hey)」という呼びかけに由来しており、インストゥルメンタル演奏のフレーズを区切り、コーラスの部分では3回も繰り返される。スポーツ行事でこの曲がかかるときには、ファンたちが自ら声を上げて「ヘイ」と叫んだり、他の歓声を上げたりする。
グリッターは、1999年にイングランドで児童ポルノ所持で有罪判決を受け、2006年にはベトナムで児童への性的虐待に問われて、有罪となった。後者の判決が確定した後、NFLは各チームにこの曲をかけることをやめるよう要請した。この動きに、長年のサンディエゴ・チャージャーズのファンであり、1989年にはチームのチアリーダーであるサンディエゴ・チャージー・ガールズ (San Diego Charger Girls) の振付にも関わっていたグリッターは、ひどく狼狽した。NFLは、チューブ・トップス2000　(Tube Tops 2000) が出していた、この曲のカバーについては、流すことを認めた。

### ニュージャージー・デビルズ
ロッキーズは1982年に本拠地をニュージャージー州へ移転し、改名したが、後身チームであるニュージャージー・デビルズも、「ロックン・ロール」をゴール時に流す曲として継承した。ニュージャージーでは、ファンたちが歌に合わせて「hey, you suck（おい、おまえムカつくぜ）」と大合唱することで、すっかり悪評がたってしまった。上述のグリッターの裁判が進行中の間は、この曲は、（Zombie Nation の「Kernkraft 400」やブラーの「ソング2」など）ほかの曲に差し替えられていたが、その後は再び「ロックン・ロール」が使用されるようになった。2013年10月5日に行なわれた2013/2014年シーズンのホームでの開幕戦の際には、デヴィルズは「ロックン・ロール」を使わず、代わりにニュージャージ州出身のボン・ジョヴィの「This Is Our House」を使った。ところがファンたちはすぐさま否定的な反応を示し、この新しい曲にはブーイングが浴びせられ、SNSではこの変更に対する苦情が飛び交った。Yahoo! Sports のライターであるグレッグ・ウィシンスキー (Greg Wyshynski) は、この変更が「you suck」のチャントと関係があるという見方を示しており、その根拠として、ニューヨーク・レンジャースをこき下ろすチャントが入る「If You're Happy and You Know It」もかけるのを止めたことを挙げた。
チームの公式サイトにポストされた公開状の中で、チームの経営陣はこの曲の除去が、「you suck」チャントの件を受けての措置であることを認め、「団結こそが私たちの強さです。私たちが氷上で表現するゲームの経験が、すべて世代の方々に私たちの姿を誇りに思っていただき、私たちのコミュニティの姿勢を表していただきたいと望んでいます」と述べた。結局、チームは10月27日まで、新たな選曲のアイデアを求めることとなり、次のホーム・ゲームが行なわれ代わりの曲が発表される11月2日までファンの提案を公開するとした。投票結果はある程度もつれたものの、新しい曲はザ・ホワイト・ストライプスの「セヴン・ネイション・アーミー」と決まった。

## サンプリングによる流用
この曲をサンプリングして取り込んだ楽曲の例としては、The Timelords の「Doctorin' the Tardis」がある。

## チャートの動き
| チャート（1972年）                   | 最高位 |
| ------------------------------------ | ------ |
| オーストラリア (Go-Set Top 40)       | 2      |
| ベルギー（フランドル） (Ultratop 50) | 4      |
| カナダ (RPM Top Singles)             | 3      |
| フランス (SNEP)                      | 22     |
| ドイツ (Media Control Charts)        | 4      |
| アイルランド (Irish Singles Chart)   | 4      |
| オランダ (Dutch Top 40)              | 7      |
| オランダ (Single Top 100)            | 6      |
| スイス (Schweizer Hitparade)         | 4      |
| UK (Official Charts Company)         | 2      |
| U.S. Billboard Hot 100               | 7      |